# Vuelo 433 de KLM Cityhopper
El Vuelo 433 de KLM Cityhopper fue un vuelo regional con un Saab 340B, registrado como PH-KSH, que se estrelló durante un aterrizaje de emergencia en 1994. El vuelo 433 fue un vuelo regular rutinario de Ámsterdam, Países Bajos, a Cardiff, Gales.

## Tripulación
El capitán, de 37 años, Gerrit Lievaart, estaba contratado por KLM Cityhopper desde el 2 de marzo de 1992. Contaba con un total de 2.605 horas de vuelo, incluyendo 1.214 horas en el Saab 340. Sin embargo, los registros de entrenamiento mostraban que había fallado en dos ocasiones en los simulacros de pérdidas de motor y en su última simulación había obtenido una calificación de “por debajo de la media”, la calificación más baja de aprobado. El primer oficial, de 34 años,se encontraba en KLM Cityhopper desde el 27 de enero de 1992. Contaba con un total de 1.718 horas de vuelo, incluyendo 1.334 horas en el Saab 340.

## Aeronave
El avión implicado era un Saab 340, registrado PH-KSH, que había efectuado su primer vuelo en 1990 y tenía 3 años y 11 meses al momento del accidente.

## Accidente
El avión despegó de Ámsterdam a las 12:19 p. m., con el capitán Gerrit Lievaart como piloto al mando. Once minutos después del despegue, a las 12:30 p. m., los pilotos recibieron un aviso de presión de aceite baja en el motor número 2. El capitán movió entonces la palanca de gases de dicho motor a la mínima potencia, probablemente para reducir el riesgo de daño. Sin embargo, el indicador de presión de aceite seguía marcando 50 PSI, indicando que la advertencia se trataba de una falsa alarma. La tripulación entonces decidió continuar el vuelo como se indicaba en la lista de comprobaciones. Sin embargo, el capitán decidió no volver a incrementar la potencia del motor afectado a los ajustes de empuje previos, dejando al avión en vuelo con un solo motor de facto. Cuando el Saab alcanzó el nivel de vuelo 170 (17.000 pies), la falta de potencia impidió que el avión continuase ascendiendo. La tripulación interpretó erróneamente que esta fue la confirmación de que el motor derecho estaba fallando, y efectuó una llamada Pan-Pan solicitando el retorno al aeropuerto de Schiphol. En aproximación final, a una altura de 90 pies, el capitán decidió realizar un aterrizaje frustrado ya que la velocidad fue insuficiente para aterrizar. Dio el máximo de empuje al motor izquierdo, pero parece ser que se olvidó del derecho, que permanecía al ralentí. Como resultado del empuje asimétrico, el avión comenzó a inclinarse a la derecha, a la vez que elevaba el morro, entrando en pérdida e impactando contra el terreno a 80 grados de inclinación. De las veinticuatro personas a bordo, tres personas fallecieron: el capitán y dos pasajeros. De los veintiún supervivientes, nueve sufrieron lesiones de importancia, incluyendo al primer oficial. Debido a la amnesia causada por el impacto, el copiloto no pudo rememorar el accidente.

## Filmografía
Este accidente fue reseñado en la 19º temporada de la serie Mayday: Catástrofes aéreas, del canal National Geographic Channel en el episodio "Aproximación fatal".
Este accidente también fue reseñado en la 3ª temporada de la serie Mayday: Informe Especial, en el episodio "Errores Mortales".